# Pojezierze Leszczyńskie
Pojezierze Leszczyńskie (315.8 według Kondrackiego) położone w Wielkopolsce, między doliną Odry i Warty.
Zostało ukształtowane podczas ostatniego zlodowacenia w fazie jego najdalszego zasięgu (w fazie leszczyńskiej).
Największe jeziora:
- Jezioro Sławskie
- Jezioro Dominickie
- Jezioro Przemęckie Północne
- Jezioro Przemęckie Zachodnie (plosa: jezioro Wieleńskie i jezioro Trzytoniowe)
- Jezioro Cichowo

oraz
- Jezioro Dolskie Wielkie nad nim miasto Dolsk